# Kambodjas damlandslag i fotboll
Cambodias damlandslag i fotboll representerar Kambodja i fotboll på damsidan. Dess förbund är Football Federation of Cambodia (FFC).